# بولس ميتروبويوس
بولس ميتروبويوس (باليونانية: Παύλος Μητρόπουλος)‏ هو لاعب كرة قدم يوناني في مركز الوسط، ولد في 4 أبريل 1990 في إيغيو في اليونان. شارك مع منتخب اليونان تحت 21 سنة لكرة القدم. أما مع النوادي، فقد لعب مع أوليمبياكوس فولو وأيك أثينا ونادي بانيتوليكوس.

## وصلات خارجية
- بولس ميتروبويوس على موقع قاعدة بيانات كرة القدم.إي يو (الإنجليزية)
- بولس ميتروبويوس على موقع Soccerway.com (الإنجليزية)